# Jeanne Manuel de Villena
Jeanne Manuel de Villena (1339 – 27 mars 1381) était une reine consort de Castille de 1369 à 1379. Elle était aussi héritière d'Escalona, de Villena, de Peñafiel et de Lara, et également dame de Biscaye.

## Famille
Elle était la fille de l'Infant Juan Manuel de Castille (1282–1348 ; petit-fils de Ferdinand III) et de sa troisième femme Blanche de la Cerda (es), qui descendait des seigneurs de Biscaye et de Lara, mais aussi de Ferdinand de la Cerda, fils aîné du roi Alphonse X.
Elle est ainsi la dernière descendante légitime de la maison d'Ivrée-Bourgogne.

## Mariage
Depuis cinq ans, son père était un redoutable ennemi d'Alphonse XI, roi de Castille, son ancien protégé, et le roi souhaitait soit neutraliser soit absorber la puissance de la famille de Peñafiel. Même si Juana n'était pas encore l'héritière, elle devait déjà, dès sa jeunesse, se plier aux souhaits du roi. La très influente concubine du roi, Leonor de Guzmán, souhaitait obtenir pour son fils aîné des domaines importants ainsi qu'une alliance avec une famille prestigieuse et s'intéressait pour cela à la jeune Juana. Le 27 juillet 1350, son frère et tuteur, Fernando Manuel de Peñafiel, est contraint d'accepter le mariage de sa jeune sœur avec Henri de Trastamare (1333–79), l'aîné des fils illégitimes d'Alphonse XI.
C'est cependant bien plus tard, après la mort de ses frères sans héritiers, que Juana devient une riche héritière, alors que son mari devenait une menace pour le pouvoir royal. En 1369, il devint le roi Henri II de Castille après avoir déposé et tué son demi-frère Pierre Ier le Cruel.
Henri II et Juana ont eu trois enfants :
- Jean Ier (1358-1390), roi de Castille
- Pierre (ca.1360-1366)
- Éléonore (ca.1363-1416), épouse de Charles III le Noble, roi de Navarre
- Jeanne (av.1367-av.1374)

## Héritages
En 1361, à la mort de sa nièce adolescente Blanche, fille de son frère Ferdinand Manuel, elle hérite de Villena, Escalona et Peñafiel. Juana était également une petite-fille maternelle de Juana Núñez de Lara, La Palomilla, et elle hérita de sa cousine Isabel de Lara, assassinée en 1361. Elle hérita également de Lara et de Biscay. En 1369, elle devient reine de Castille et León.
Lorsqu'elle mourut en 1381 et laissa son héritage à son fils, Biscaye est définitivement unie à la Castille puis à l'Espagne. C'est pour cette raison que les basques se souviennent d'elle.
L'impératrice Catherine II de Russie est l'une de ses descendantes (en ligne matrilinéaire directe).